# 2019年6月23日布拉格示威
這取決於我們！（捷克語：Je to na nás!）是2019年6月23日于捷克共和国首都布拉格举行的反政府集会活动。组织方“百万民主时刻”自称参与人数达到25万人，是捷克自1989年天鹅绒革命以来最大规模的示威活动。

## 背景
有「捷克川普」之稱的巴比什是一個億萬富翁，是捷克食品、化工和媒體公司「爱格富集团」的创始人，同時也是政黨「是的2011」（前身為「不滿公民行動」組織）的領導人。2017年，他打著反貪污的口號贏得大選，拿下國會的78席次。大选后，他与左翼的社會民主黨共组未能过半的联合政府，借共产党的暗助才得以在国会过半。
2018年。他被控涉及高達200萬歐元的歐盟補助款詐領案。欧盟委员会經過查核認定，巴比什身兼政治人物及企業家存在利益衝突，違反利益迴避。且巴比斯在就任總理前雖將愛格富集團轉移到2個信託基金，但之後仍持續透過集團取得利益。查核報告裁定，巴比斯應該歸還歐盟1750萬歐元。不過針對這項查核，捷克政府聲稱「查核錯誤」，巴比斯對查核結果也一概否認。
捷克议会反对派在2018年底对巴比什提出不信任动议，但他以9票之差逃过一劫。2019年4月底，捷克警方向检方发出起诉巴比什的建议，但巴比什随即将内阁的司法部长换成自己的亲信贝内索娃，引发了民众的再一次不满。

## 规模
自2018年起，捷克国内曾多次举行反对巴比什的示威活动。6月23日的集会抗议活动是自2019年4月以来的第五次抗议，也是历次活动中人数最多的一次。发起示威活动的非政府组织“百万民主时刻”领袖米库拉什·米纳日称，本次示威从空拍照片来判断，参与者约有25万人。而电讯商T-Mobile根据网络数据估计，示威人数超过25万8千人。警方以内部参考为由，没有公布测算人数。一些捷克媒体甚至称有28万3千人。

## 回应
国际响应
捷克电视台对此次示威活动进行了大幅报道。英国《独立报》、BBC、美国《纽约时报》、CNN、法国《世界报》、新加坡《联合早报》、半島電視台英語頻道等国际主流媒体也都进行了相关报道。
一些外媒强调了示威的和平友好气氛，波兰《选举报》评论说：“这真像一场大型郊遊活动”。
政府回应
在示威当天，总理巴比什表示：“我不明白人们在抗议什么”。

## 图片

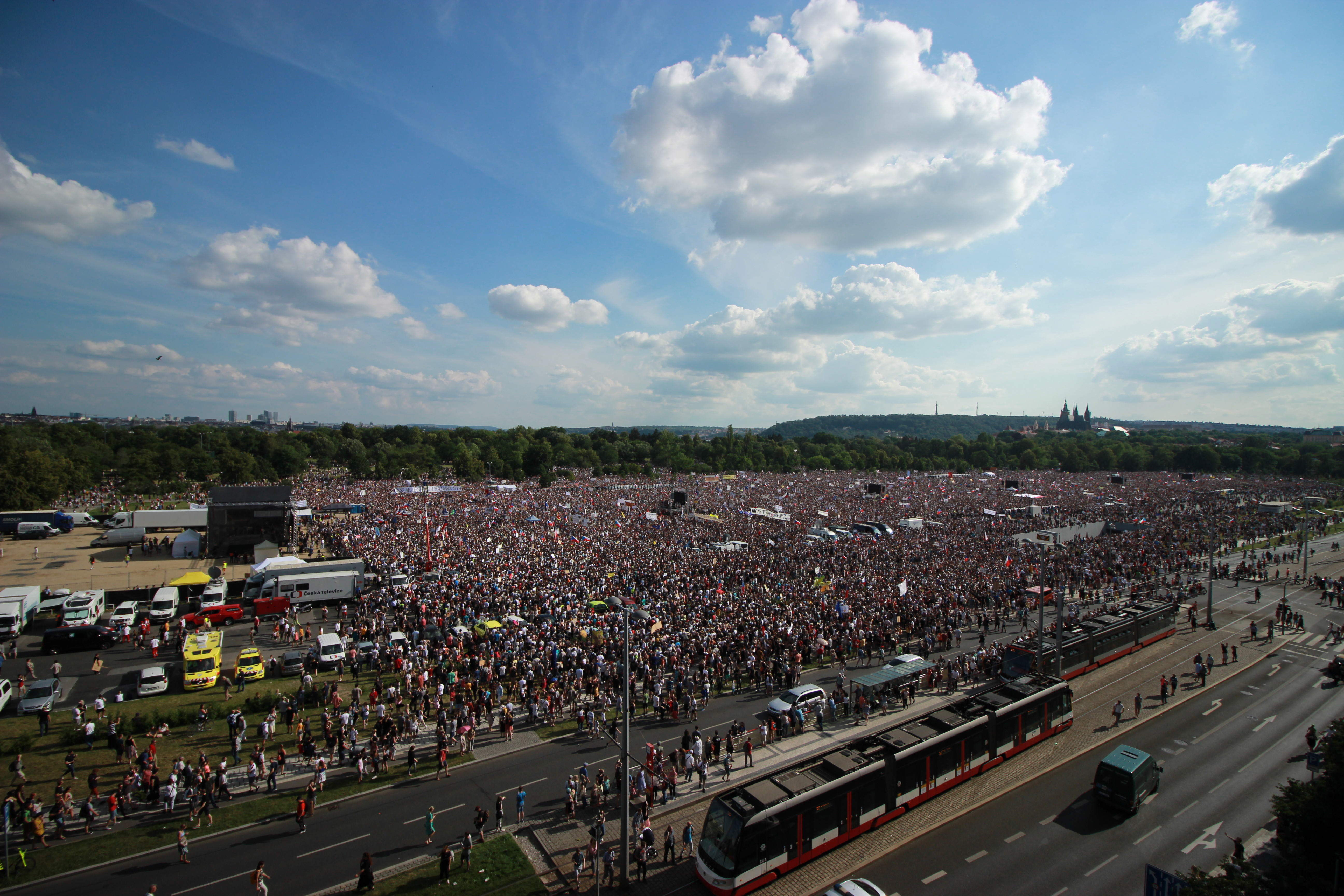
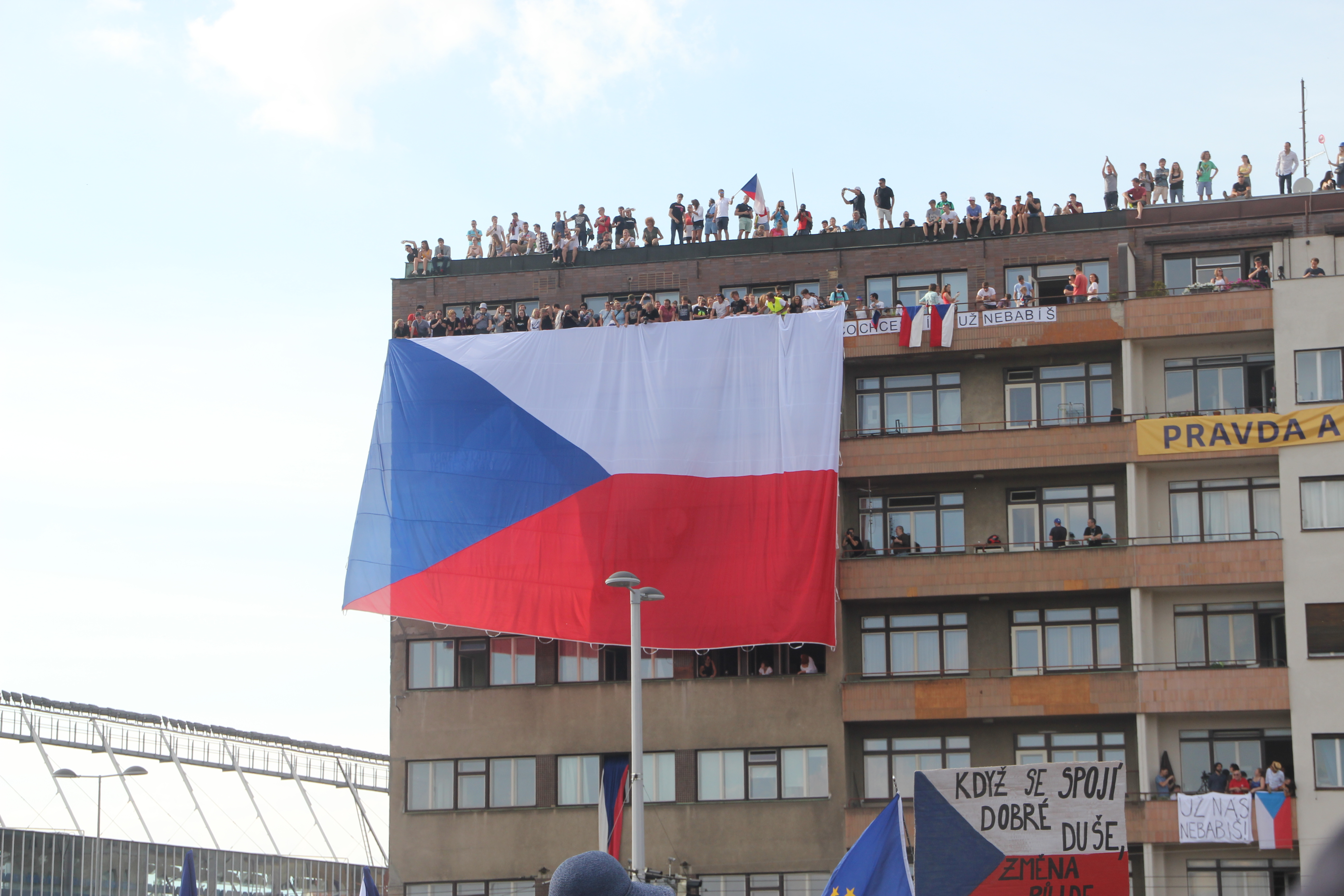
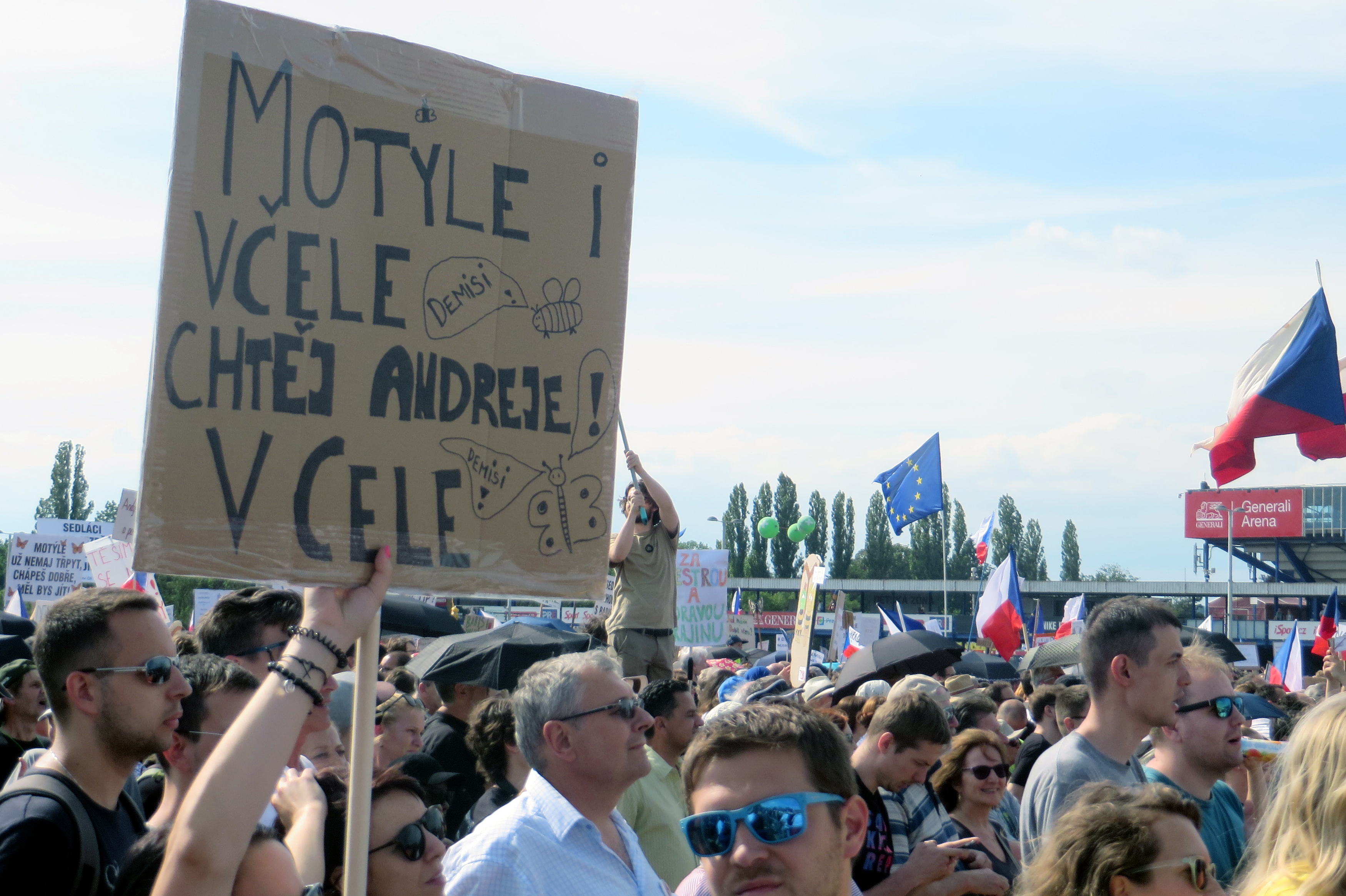
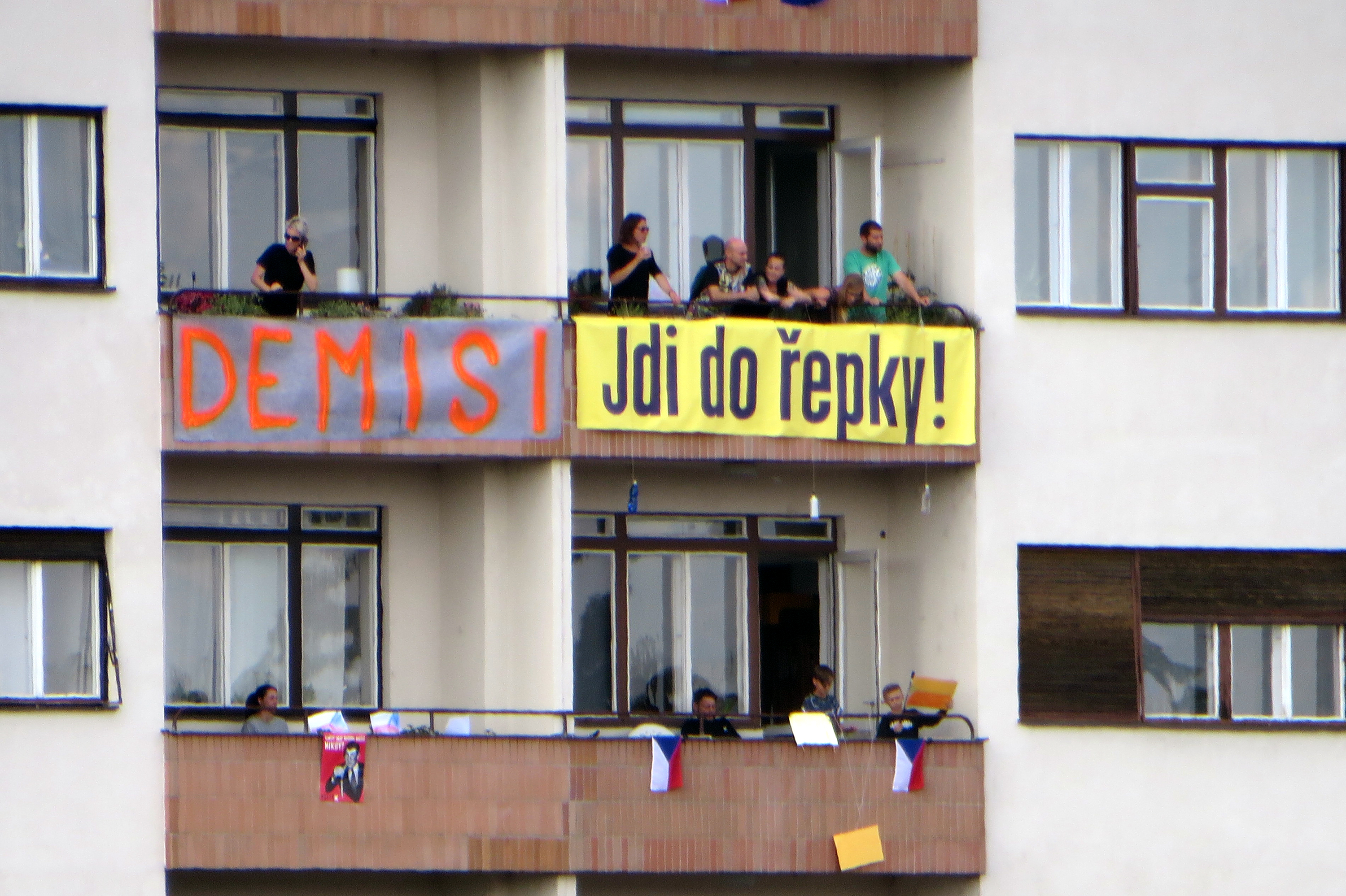
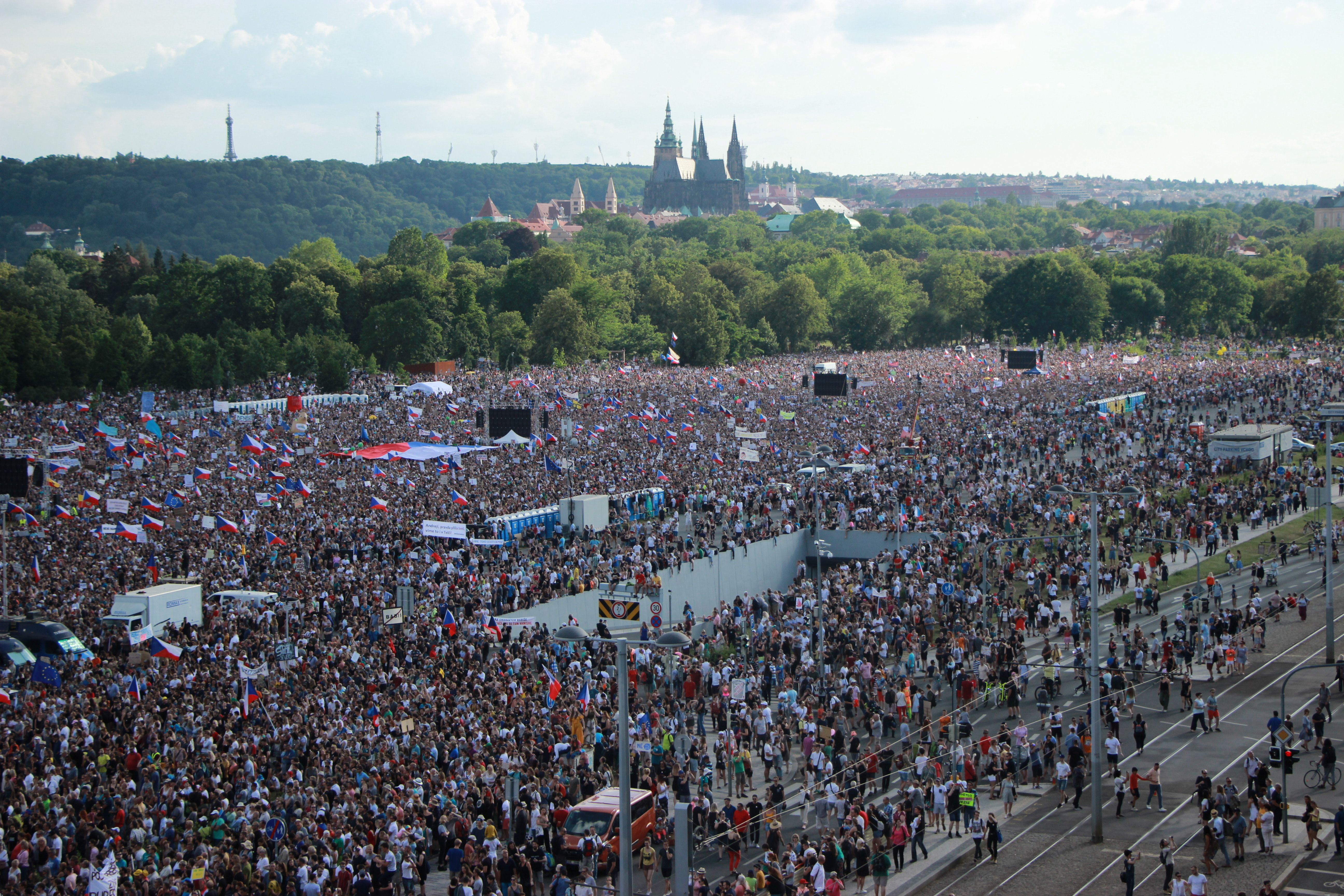